# Lophoprora
Lophoprora es un género de polillas de la familia Tortricidae.

## Especies
- Lophoprora cyanostacta Meyrick, 1930